# 370-я стрелковая дивизия
370-я стрелковая дивизия (370 сд) — воинское формирование Вооружённых Сил СССР, принимавшее участие в Великой Отечественной войне.

## Формирование
Формировалась в период с 14 сентября по 25 сентября 1941 года на станции Асино Томской железной дороги (ныне г. Асино Томской области).
В состав дивизии в основном вошли призывники из Асиновского, Колпашевского и Чаинского районов.
Со 2 ноября 1941 года дивизия включена в состав 58-й резервной армии.

## Боевой путь
18 ноября 1941 г. началась отправка эшелонов дивизии со станции Асино. Конечным пунктом назначения стала станция Няндома Архангельской области. Выгрузившись, дивизия совершила марши через Каргополь, Кречетово к Волго-Балтийскому каналу между Онежским озером и озером Белым, где стала готовить оборонительные рубежи.

### Демянская операция (1942)
Во второй половине февраля 1942 г. 370-я стрелковая дивизия была переброшена на Северо-Западный фронт. Выгрузившись на ст. Любница Новгородской области, дивизия вошла в состав 34-й армии.
28 февраля 1942 года приняла боевой участок в районе южнее ст. Пола Новгородской области. Здесь дивизия получила первую боевую задачу на наступление в направлении Горчицы, Новая Деревня, Туганово, Симаново. С этого дня начался боевой путь дивизии.
За восемь дней до этого — 20 февраля 1942 года — 1-й гвардейский стрелковый корпус (командир — генерал-майор Афанасий Сергеевич Грязнов) соединился в Залучье с войсками 34-й армии, тем самым организовав окружение нескольких дивизий немецкой 16-й армии, численностью до 60—70 тыс. человек. Впервые за время войны в окружение попала столь крупная немецкая группировка.
Первоочередной задачей стал разгром демянской группировки немцев.
9 марта воинам дивизии после многих атак удалось освободить деревню Курляндское, a 11 апреля — деревню Стрелицы. Развивая наступление, удалось освободить деревню Росино, но дальнейшее продвижение было остановлено упорным сопротивлением противника.
Сдержав наступление советских дивизий, немецкие войска нанесли деблокирующий удар. 21 апреля 1942 года они соединились со своей демянской группировкой. Это резко ухудшило положение советских войск на северо-западном направлении.
С 28 апреля 1942 г. дивизия перешла в подчинение 11 армии и заняла жесткую оборону западнее Курляндское, Стрелицы.
3—4 мая, 17—19 июля и 10 августа 1942 г. дивизия провела ряд частных наступательных боёв с целью овладеть Голубово, Туганово, Симаново.
26 октября 1942 года началось немецкое наступление на позиции 370-й стрелковой дивизии. Немцы стремились захватить Стрелицы и развить наступление на ст. Кневицы. Беспрерывные бои шли 10 дней. 31 октября 1942 года Военный Совет 11-й армии своим приказом объявил благодарность личному составу дивизии «… за стойкую и героическую борьбу против немецко-фашистских оккупантов…». После отражения массированных атак противника дивизия провела ряд контратак, в результате которых полностью восстановила прежнее положение и на отдельных участках улучшила свои позиции, 20 декабря 1942 года командиру 370-й стрелковой дивизии Андрееву Евгению Михайловичу было присвоено звание генерал-майора.

### Демянская наступательная операция (1943)
В начале 1943 года в ходе Демянской наступательной операции 370-я стрелковая дивизия наступала в направление Симаново, Росино, Бол. и Мал. Степаново. В этих боях дивизии не удалось достичь значительных успехов в продвижении, хотя ей удалось сковать определённые немецкие силы.
25 февраля 1943 г. дивизия была выведена в резерв 27-й армии и сосредоточилась в районе ст. Парфино.
1 марта 1943 года войска Северо-Западного фронта вышли на реку Ловать, тем самым ликвидировав Демянский плацдарм. Несмотря на потери, немецкие войска смогли отойти на новую линию обороны достаточно организованно и избежать окружения.

### Старорусская операция
С 6 марта 1943 года дивизия была переподчинена 34-й армии и получила задачу овладеть северо-восточными подступами к Старой Руссе в районе Бологожа, Отбидно. В течение 8 и 9 марта вела бои в этом районе силами 1230 и 1234 стрелковых полков.
С 18 по 28 марта 1943 года дивизия наступала на Старую Руссу, имея задачу овладеть восточными окрестностями города — Гор. Слобода, Бряшная Гора, Медниково. Бои за Старую Руссу носили ожесточённый характер и в итоге, несколько улучшив свои позиции, дивизия перешла к обороне.
С 18 по 22 августа 1943 года дивизия возобновила активные действия по овладению г. Старая Русса, но противник смог удержать город.

### Невельская наступательная операция
В сентябре 1943 г. дивизия была выведена в резерв для пополнения и отдыха и затем в районе города Торопец Калининской области вошла в состав 6-й гвардейской армии.
20 октября 1943 г. 6-я гвардейская армия вошла в состав 2-го Прибалтийского фронта и, совершив марш в район города Невель, заняла оборонительный рубеж северо-восточнее города.
С 16 декабря 1943 г. по 4 января 1944 г. дивизия в составе 93-го стрелкового корпуса 3-й Ударной армии вела наступление западнее г. Невель. Продвинувшись на 30 километров, она освободила около 60 населённых пунктов и вышла к реке Ливица. Встретив здесь упорное сопротивление мощной группировки противника, соединения 3-й ударной армии, как и всего 2-го Прибалтийского фронта, по приказу Ставки остановили своё наступление и заняли оборону.
С 13 по 19 марта 1944 г. вела наступательные бои за д. Лаухино Идрицкого района в составе 12 гв. стрелкового корпуса.
20 марта 1944 г. дивизия сдала боевой участок 171-й стрелковой дивизии и сосредоточилась в районе ст. Маево для погрузки в эшелоны.
С 26 марта по 21 апреля 1944 г. дивизия находилась в пути следования по железной дороге со ст. Новосокольники до ст. Голобы (южнее г. Ковель Украинской ССР).
22 апреля 1944 г. вошла в состав 91-го стрелкового корпуса 69-й армии 1-го Белорусского фронта.

### Люблин-Брестская операция
18 июля 1944 г. началась Люблинско-Брестская операция, в которой участвовали соединения 69-й армии.
В 5 часов утра после 30-минутной артиллерийской подготовки 370 стрелковая дивизия начала разведку боем силами передового батальона — 2 стрелкового батальона 1234 стрелкового полка, в районе высоты 194,4 юго-западнее г. Ковель. Действия передового батальона имели большой успех. Для его развития были введены в бой главные силы первого эшелона дивизии (1234 и 1230 сп). Дивизия без паузы перешла в общее наступление в направлении Пшевалы, Замлынье. Прорвав оборону противника, она за первый день боя продвинулась на 10—12 километров. Завершив прорыв всей тактической зоны обороны противника, дивизия к исходу 19 июля 1944 г. вышла к реке Западный Буг, продвинувшись за два дня боёв до 40 километров.
20 июля 1944 г. дивизия форсировала р. Западный Буг в районе д. Гусынне и перешла в стремительное преследование противника в направлении г. Холм.
22 июля 1944 г. дивизия во взаимодействии с танковыми и кавалерийскими частями штурмом овладела г. Холм и д. Жултанце. 23 июля она овладела Седлище, Могильница, Бжезины и к исходу 24 вышла к р. Вепш. 25 июля форсировала р. Вепш и овладела узлами обороны противника Бискупице, Травники, Пяски. 1230 стрелковый полк в этот день участвовал в освобождении г. Люблин. От реки Вепш через южную окраину Люблина дивизия к исходу 27 июля 1944 года вышла на восточный берег реки Висла в районе Пархатки, Бохотницы (между городами Пулавы и Казимеж).

### Пулавский плацдарм
31 июля 1944 года, преодолевая сильное огневое сопротивление противника, дивизия силами 1234 стрелкового полка и частью сил 1232 и 1230 стрелковых полков форсировала крупную водную преграду — реку Вислу, овладела плацдармом в районе Пулавы, закрепила его и отразила при этом контратаки противника.
За образцовое выполнение боевых заданий командования в боях при прорыве противника западнее города Ковеля и проявление при этом доблести и мужества дивизия награждена орденом Красного Знамени (Указ Президиума Верховного Совета СССР от 9 августа 1944 года), а её личному составу дважды объявлена благодарность приказами Верховного Главнокомандующего.
В период с 27 августа 1944 года по 14 января 1945 года дивизия находилась в обороне на плацдарме, одновременно готовясь к последующим наступательным боям.

### Висло-Одерская операция
14 января 1945 г. в ходе Висло-Одерской наступательной операции 370-я стрелковая дивизия (в составе 69-й армии 1-го Белорусского фронта) наступала с Пулавского плацдарма. Дивизия стремительно вошла в прорыв в районе Смогожув, овладела крупными железнодорожными станциями Гарбатка — Летниско — Пионки и, стремительно преследуя противника в западном направлении Горбатка, Ярошин, Домбровка, Бобровец, Лодзянка, Згеж, Невеж, Турек, Пяски, Плавце, — форсировала реки Радомка, Пилица, три раза реку Варта (у Поддембице, у Пыздры, южнее г. Познань). На этом пути дивизия проходила в сутки от 30 до 45 километров. 16 января 1945 года был освобождён город Радом. 370-я стрелковая дивизия в составе 69-й армии продолжила наступление на запад в сторону Лодзи и Познани.
27 января 1945 года дивизия вышла в район Домброво, Скорзево (юго-западнее Познани), где перешла в оперативное подчинение 61-го стрелкового корпуса и получила задачу преследовать противника в направлении Нойштадт (Львувек), Мезеритц.
В ночь с 30 на 31 января 1945 года дивизия перешла бывшую германо-польскую границу в районе Сильно и ворвалась в пределы Бранденбургской провинции фашистской Германии. В упорных боях дивизия овладела сильным опорным пунктом немцев г. Мезеритц, а затем в таком же бою преодолела долговременную укреплённую позицию «восточный вал» в районе города Циленцига.
В ночь с 4 на 5 февраля 1945 года дивизия форсировала реку Одер между городами Кюстрин и Лебус и овладела важными высотами севернее города Лебус и его северной частью. Бои на плацдарме носили ожесточённый характер. Противник предпринимал отчаянные усилия по ликвидации плацдарма, нанося по несколько контратак в день. Особенно тяжёлые бои шли 11, 15 и 16 февраля 1945 года. Все контратаки противника были успешно отражены, при этом дивизия улучшила свои позиции.
19 февраля 1945 г. Указом Президиума Верховного Совета СССР 370-я стрелковая дивизия награждена орденом Кутузова 2-й степени за образцовое выполнение заданий командования при прорыве обороны противника в районе южнее города Варшавы. За успешные действия в Бранденбургской провинции Германии приказом Верховного Главнокомандующего № 058 от 5 апреля 1945 года ей присвоено почётное наименование «Бранденбургской».

### Берлинская наступательная операция
С 16 апреля 1945 года дивизия в составе 91 стрелкового корпуса приняла участие в Берлинской операции. Прорвав оборону противника на западном берегу реки Одер в районе Лебус, дивизия к исходу первого дня боя вышла к внешнему обводу города и крепости Франкфурт-на-Одере. В последующих боях ночными действиями части дивизии ворвались в город и овладели его северной окраиной и прилегающими к нему укреплёнными пунктами (Вюсте-Кунерсдор, Клистов, Боосен, Вульков, Треплин). 20 апреля 1945 года командиру дивизии Гавилевскому Петру Саввичу было присвоено звание генерал-майора.
Переброшенная в район Фюрстенвальде, дивизия с 25 по 27 апреля 1945 года вела бои по уничтожению окружённой группировки противника юго-восточнее Берлина, в населённых пунктах Леббин, Куммерсдорф, Шторков, Филадельфия, Буш, Зельхов, Шверин. Выполнив свою задачу в уничтожении этой группировки, дивизия преследовала противника в западном направлении.
5 мая 1945 года дивизия вышла на восточный берег реки Эльба у города Магдебург, где встретилась с союзными американскими войсками.

## Награды
- 9 августа 1944 года —  Орден Красного Знамени- награждена указом Президиума Верховного Совета СССР от 9 августа 1944 года за образцовое выполнение заданий командования в боях при прорыве обороны немцев западнее Ковель и проявленные при этом доблесть и мужество.[3]
- 19 февраля 1945 года —  Орден Кутузова II степени- награждена указом Президиума Верховного Совета СССР от 19 февраля 1945 года за образцовое выполнение заданий командования в боях с немецкими захватчиками при прорыве обороны немцев южнее Варшавы и проявленные при этом доблесть и мужество.[4]
- 5 апреля 1945 года — Почетное наименование «Бранденбургская» — присвоено приказом Верховного Главнокомандующего № 058 от 5 апреля 1945 года за отличие в боях при вторжении в провинцию Бранденбург.

Награды частей дивизии:
- 1230 стрелковый ордена Суворова[5] полк
- 1232 стрелковый ордена Кутузова[5]полк
- 1234 стрелковый ордена Суворова[5] полк
- 940 артиллерийский ордена Кутузова[5] полк,
- 400-й отдельный истребительно-противотанковый ордена Александра Невского[5] дивизион
- 828-й отдельный ордена Красной Звезды[5] батальон связи

## Командиры
- Песчанский, Фёдор Григорьевич (до 1.11.1941), полковник
- Ромашин, Филипп Николаевич (01.11.1941 — 05.03.1942), полковник
- Андреев Евгений Михайлович (06.03.1942 — 24.08.1943), полковник, генерал-майор
- Шахманов, Зиновий Васильевич (25.08.1943 — 13.10.1943), полковник
- Чирков, Фёдор Иванович (14.10.1943 — 23.01.1944), полковник
- Корсунь, Матвей Михайлович (24.01.1944 — 18.08.1944), полковник
- Гавилевский, Пётр Саввич (19.08.1944 — 09.05.1945), полковник, генерал-майор

Начальники штаба
…
- Петров, Иван Петрович (.10.1941 — .05.1942), подполковник[6]

…

## Отличившиеся воины
Герои Советского Союза:
- Веселов, Михаил Алексеевич, лейтенант, командир взвода 1232-го стрелкового полка.
- Горбатенко, Николай Захарович, старший лейтенант, командир взвода 1234-го стрелкового полка.
- Евстигнеев, Александр Дмитриевич, младший сержант, командир отделения 1230-го стрелкового полка.
- Ерёмин, Александр Семёнович, старший лейтенант, командир взвода управления 940-го артиллерийского полка.
- Идрисов, Абухаджи, старший сержант, снайпер 1232-го стрелкового полка.
- Морозов, Иван Александрович, капитан, командир батареи 940-го артиллерийского полка.
- Невский, Николай Арсентьевич, капитан, командир дивизиона 940-го артиллерийского полка.
- Смирнов, Александр Фёдорович, майор, командир батальона 1234-го стрелкового полка.

 Кавалеры ордена Славы трёх степеней
- Абдураманов, Сеит Неби, старший сержант, помощник командира взвода 1232 стрелкового полка.
- Адильбаев, Фазыл, сержант, командир пулемётного расчёта 1232 стрелкового полка.
- Белоусов, Андрей Минович, ефрейтор, сапёр 657 отдельного сапёрного батальона.
- Быков, Григорий Сергеевич, сержант, командир отделения 1230 стрелкового полка.
- Васильев, Александр Карпович, старший сержант, командир отделения 657 отдельного сапёрного батальона.
- Воробьёв, Юрий Геннадьевич, младший сержант, наводчик пулемёта пулемётной роты 1232 стрелкового полка.
- Голосеев, Алексей Александрович, старшина, командир орудийного расчёта 940 артиллерийского полка.
- Дейнега, Никифор Иванович, сержант, помощник командира взвода 1234 стрелкового полка.
- Деревянчук, Николай Михайлович, рядовой, снайпер 1234 стрелкового полка.
- Ефремов, Аркадий Иванович, старшина, помощник командира взвода 1234 стрелкового полка.
- Желненков, Иван Федотович, младший сержант, разведчик батареи 940 артиллерийского полка.
- Зикеев, Игорь Николаевич, сержант, наводчик миномёта 1232 стрелкового полка.
- Зорин, Павел Миронович, сержант, командир расчёта 120-мм миномёта 1232 стрелкового полка.
- Килин, Устин Филиппович, младший сержант, наводчик орудия 400 отдельного истребительно-противотанкового дивизиона.
- Кириллов, Василий Иванович, младший сержант, командир сапёрного отделения 657 отдельного сапёрного батальона.
- Княжев, Александр Яковлевич, старшина, командир отделения разведки 940 артиллерийского полка. Умер от ран 30 апреля 1945 года.
- Костин, Яков Дмитриевич, младший сержант, командир отделения стрелковой роты 1234 стрелкового полка.
- Ларин, Юрий Анатольевич, старшина, командир взвода 45-мм пушек 1234 стрелкового полка.
- Макаров, Евстафий Павлович, младший сержант, наводчик 120-мм миномёта 1232 стрелкового полка.
- Миткевич, Григорий Николаевич, младший сержант, командир отделения 1230 стрелкового полка.
- Пышный, Леонтий Андреевич, сержант, наводчик 45-мм пушки 1230 стрелкового полка.
- Руфов, Василий Михайлович, сержант, командир отделения разведки дивизиона 940 артиллерийского полка.
- Севастьянов, Иван Иванович, старшина, командир орудийного расчёта 940 артиллерийского полка.
- Соколов, Михаил Семёнович, ефрейтор, командир орудийного расчёта 1230 стрелкового полка.
- Степанов, Илларион Петрович, сержант, командир отделения 1230 стрелкового полка. Погиб в бою 2 мая 1945 года.
- Цаплин, Алексей Иванович, рядовой, командир сапёрного отделения 657 отдельного сапёрного батальона.
- Черных, Матвей Митрофанович, старшина, командир отделения разведки 4 батареи 940 артиллерийского полка.
- Шерстобитов, Иван Петрович, старший сержант, командир взвода пешей разведки 1234 стрелкового полка.
- Шестаков, Пётр Зиновьевич, сержант, командир пулемётного расчёта 1230 стрелкового полка.
- Шокало, Фёдор Терентьевич, рядовой, наводчик 45-мм орудия 1230 стрелкового полка.
- С октября 1941 по октябрь 1943 года наводчиком 120-миллиметрового миномёта отдельного миномётного дивизиона дивизии служил красноармеец Денисенко И. П. 15 февраля 1943 года тяжело ранен, потерял ногу. Награждён орденом Красной Звезды. Демобилизован как инвалид. Вернувшись в родной колхоз, стал его председателем, в 1949 году ему присвоено звание Героя Социалистического Труда.
- С 1941 года в звании младшего лейтенанта командиром взвода управления полковой батареи, затем командиром батареи 76 мм орудий 1232 полка дивизии служил А. Г. Бакиров. Был ранен и контужен, далее служил в других частях. После войны — доктор геолого-минералогических наук, профессор Томского политехнического института.

## Состав
- 1230 стрелковый полк
- 1232 стрелковый полк
- 1234 стрелковый полк
- 940 артиллерийский полк,
- 400 отдельный истребительно-противотанковый дивизион
- 657 отдельный сапёрный батальон,
- 828 (189 орс) отдельный батальон связи,
- 439 отдельная разведывательная рота,
- 462 отдельный медико-санитарный батальон,
- 455 отдельная рота химической защиты,
- 492 автотранспортная рота,
- 231 полевая хлебопекарня,
- 800 дивизионный ветеринарный лазарет,
- 2825 (1425) полевая почтовая станция.
- 748 полевая касса Государственного банка